# Magrè sulla Strada del Vino
Magrè sulla Strada del Vino, németül: Margreid an der Weinstraße röviden Margreid, település Olaszországban, Bolzano autonóm megyében. Lakosainak száma 1300 fő (2023. január 1.). Magrè sulla Strada del Vino Cortina sulla Strada del Vino, Rovere della Luna, Salorno, Cortaccia sulla Strada del Vino és Egna községekkel határos.

## Népesség
A település népességének változása:
| Lakosok száma | 1290 | 1295 | 1300 |
|               | 2017 | 2018 | 2023 |